# 博里什基夫齊 (卡緬涅茨-波多利斯基區)
48°42′48″N 26°41′5″E / 48.71333°N 26.68472°E
博里什基夫齊（烏克蘭語：Боришківці），是烏克蘭的村落，位於該國西部赫梅利尼茨基州，由卡緬涅茨-波多利斯基區負責管轄，始建於1405年，面積1.41平方公里，海拔高度309米，2001年人口508，人口密度每平方公里359.8人。